# Papuanella despecta
Papuanella despecta är en insektsart som beskrevs av Melichar 1902. Papuanella despecta ingår i släktet Papuanella och familjen Flatidae. Inga underarter finns listade i Catalogue of Life.